# Eleições parlamentares europeias de 2014 (Irlanda)
As eleições parlamentares europeias de 2014 na Irlanda, realizadas a 23 de Maio, serviram para eleger os 11 deputados do país para o Parlamento Europeu.

## Resultados Nacionais
| Partido                 | Partido                        | Votos     | %             | +/-   | Deputados | +/-     |
| ----------------------- | ------------------------------ | --------- | ------------- | ----- | --------- | ------- |
|                         | Fianna Fáil                    | 369 545   | 22,3 / 100,0  | 1,8   | 1 / 11    | 2       |
|                         | Fine Gael                      | 369 120   | 22,3 / 100,0  | 6,8   | 4 / 11    | Estável |
|                         | Sinn Féin                      | 323 300   | 19,5 / 100,0  | 8,3   | 3 / 11    | 3       |
|                         | Partido Trabalhista            | 88 229    | 5,3 / 100,0   | 8,6   | 0 / 11    | Estável |
|                         | Partido Verde                  | 81 458    | 4,9 / 100,0   | 3,0   | 0 / 11    | Estável |
|                         | Partido Socialista             | 29 953    | 1,8 / 100,0   | 0,9   | 0 / 11    | 1       |
|                         | Democracia Directa Irlanda     | 24 093    | 1,5 / 100,0   | Novo  | 0 / 11    | Novo    |
|                         | Aliança Pessoas antes do Lucro | 23 875    | 1,5 / 100,0   | Novo  | 0 / 11    | Novo    |
|                         | Democratas Católicos           | 13 569    | 0,8 / 100,0   | Novo  | 0 / 11    | Novo    |
|                         | Fís Nua                        | 4 610     | 0,3 / 100,0   | Novo  | 0 / 11    | Novo    |
|                         | Independentes                  | 328 766   | 19,8 / 100,0  | 8,3   | 3 / 11    | 2       |
| Votos inválidos         | Votos inválidos                | 45 424    | 2,7 / 100,0   | 0,2   |           |         |
| Total                   | Total                          | 1 701 942 | 100,0 / 100,0 |       | 11 / 11   | 1       |
| Eleitorado/Participação | Eleitorado/Participação        | 3 245 348 | 52,4 / 100,0  | 5,1   |           |         |
| Fonte                   | Fonte                          | [ 1 ]     | [ 1 ]         | [ 1 ] | [ 1 ]     | [ 1 ]   |